# Каро (Морбијан)
Каро (фр. Caro) насеље је и општина у северозападној Француској у региону Бретања, у департману Морбијан која припада префектури Ван.
По подацима из 2011. године у општини је живело 1169 становника, а густина насељености је износила 30,98 становника/km². Општина се простире на површини од 37,74 km². Налази се на средњој надморској висини од 123 метара (максималној 128 m, а минималној 14 m).

## Демографија
| 1962. | 1968. | 1975. | 1982. | 1990. | 1999. | 2011. |
| ----- | ----- | ----- | ----- | ----- | ----- | ----- |
| 1.202 | 1.259 | 1.144 | 1.087 | 1.053 | 1.096 | 1.169 |

График промене броја становника у току последњих година